# Linden (métro de Chicago)
Pour les articles homonymes, voir Linden.
Linden (anciennement Linden-Wilmette) est le terminus nord de la ligne mauve du métro de Chicago. Cette station est située sur la Evanston Branch, au numéro 349 de Linden Avenue dans la commune de Wilmette (en banlieue nord de Chicago), à deux kilomètres du temple bahá'í.

## Description
Linden est un terminus de la ligne mauve du métro de Chicago.
À l’arrière de la station se trouve également un dépôt pour les rames du métro de Chicago : le Linden Yard reconstruit en même temps que la station peut accueillir 55 rames en stockage. 
Aucun entretien, ni réparation, ni nettoyage ne s’y fait en cas de nécessité, les rames sont acheminées vers le Howard Yard. 
La station est mise en service le 1er avril 1912 avant d’être reconstruite en 1993 (la station originale, classé, a été restaurée et transformée en banque). La nouvelle station est un bâtiment en brique brune avec des rebords en métal vert et d'un acier à baldaquin vert couvrant également le trottoir en face de la station. L’utilisation massive du verre permet à la station d’être éclairée naturellement. 
En 2002 un grand parking de dissuasion pour 328 véhicules a été construit contre la station. 
343 901 passagers l’ont utilisé en 2008.

## Service des voyageurs

### Accueil
La station est accessible aux personnes à mobilité réduite.

### Intermodalité
Elle est desservie par des Bus Pace des lignes : 421 (Wilmette Avenue), 422 (Linden CTA/Glenview/Northbrook Court) et 423 (Linden CTA-The Glen-Harlem CTA).

## Dessertes

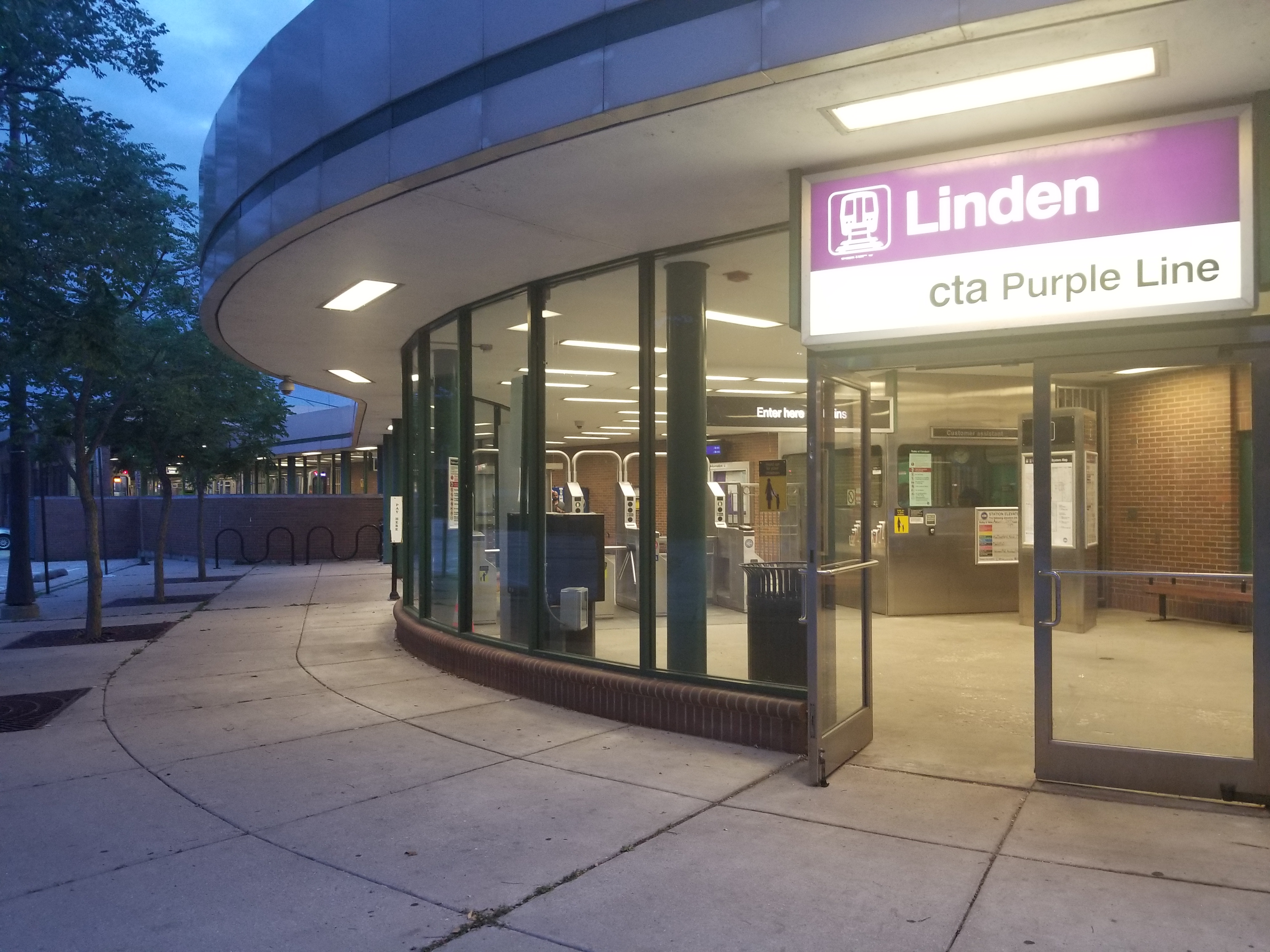
Entrée de la station.

| Nord/Ouest            |  |                                             |  | Sud/Est                            |
| --------------------- |  | ------------------------------------------- |  | ---------------------------------- |
|                       |  | ligne mauve (heures creuses) terminus       |  | Central vers Howard                |
|                       |  | ligne mauve (heures de pointe) (d) terminus |  | Central vers Linden via Clark/Lake |
| modifier sur Wikidata |  |                                             |  |                                    |